# Barbus altidorsalis
Barbus altidorsalis är en fiskart som beskrevs av Boulenger, 1908. Barbus altidorsalis ingår i släktet Barbus och familjen karpfiskar. Inga underarter finns listade.